# دوره نخست میانی مصر
دوره نخست میانی دوره‌ای از تاریخ مصر باستان است که از تاریخ تقریبی ۲۲۱۶ پیش از میلاد مسیح آغاز شد و تا ۲۱۳۷ پیش از میلاد ادامه پیدا کرد. این دوره که «دوران شوم» نیز خوانده می‌شود در برگیرنده دودمان‌های هفتم تا بخشی از دودمان یازدهم است.
مشخصه اصلی این دوره کم شدن قدرت دولت مرکزی و بیرون رفتن فرعون از صحنه سیاسی کشور است. این هنگامی است که خره‌سالار‌ها — فرمانداران خُره‌های محلی — نیرو گرفتند و برای به دست آوردن قدرت بیشتر به جنگ پرداختند. ریشه این قدرت گرفتن را شاید بتوان در پادشاهی طولانی فرعون پپی دوم — که نزدیک به ۹۴ سال فرمانروایی کرد — و ناتوانی او در کنترل زیردستانش به دلیل کهولت سن پیدا کرد.

## دوره‌ها و دودمان‌ها
دوره نخست میانی دوره‌ای به طول نزدیک به ۱۰۰ سال را در بر می‌گیرد. با آنکه یکپارچگی مصر در دودمان یازدهم دوباره برقرار می‌شود، مصرشناسان بر این باورند که بخشی از این دودمان نیز در دوره میانی نخست قرار می‌گیرد:
- دودمان هفتم
- دودمان هشتم
- دودمان نهم
- دودمان دهم
- دودمان یازدهم تا فرعون منتوهوتپ دوم

## دلایل پدید آمدن این دوره
اغلب تاریخ‌شناسان سقوط پادشاهی کهن را آغازگر دوره‌ای از آشوب و ناآرامی در کشور می‌دانند. اینکه چرا پادشاهی کهن - که دوره‌ای بسیار درخشان در تاریخ مصر بود - سقوط کرد به عوامل گوناگونی از جمله دوران طولانی حکومت پپی دوم از دودمان ششم، رشد اشرافی‌گری، و نیز کم‌شدن بارش و به دنبال آن خشکسالی شدید در پایان آن دوره بر می‌گردد.
رشد اشرافی‌گری و قدرت گرفتن خره‌سالارها در پایان پادشاهی کهن باعث آن شد که این استانداران پشتیبانی خود از حکومت را قطع کنند و سر به نافرمانی بگذارند. در آن هنگام فرمانروایی خره‌سالارها ارثی شده بود و خانواده‌ها در نسل‌های پشت هم این مناصب را حفظ می‌کردند. آن‌ها برای خود مصطبه‌هایی می‌ساختند که گاه از آرامگاه خود فرعون نیز اشرافی‌تر بودند. چنین وضعیتی ناخواسته باعث درگرفتن جنگ میان خُره‌های همسایه شد که گاه به رقابت‌های بسیار خونین تبدیل می‌شدند. این‌ها همه باعث اتلاف ثروت کشور و نارضایتی همگانی شدند.
دلیل دیگری که می‌توان برای سقوط پادشاهی کهن ذکر کرد پدید آمدن خشکسالی سخت به دلیل دگرگونی آب و هوایی و در پی آن قحطی در سراسر مصر بود. این خشکسالی شدید به نام خشکسالی بزرگ سده ۲۲ پیش از میلاد شناخته می‌شود.